# Aethionema arabicum
Aethionema arabicum là một loài thực vật có hoa trong họ Cải. Loài này được (L.) Andrz. ex DC. mô tả khoa học đầu tiên năm 1821.